# Нуцеллус

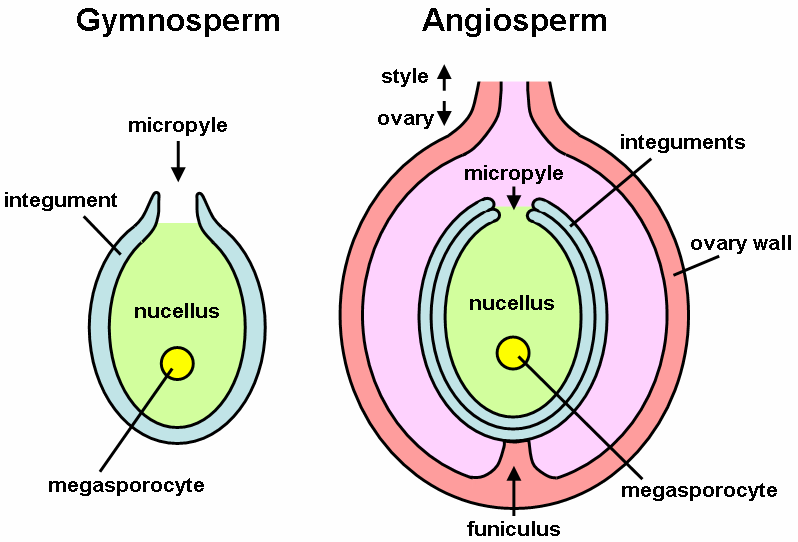
Діаграма сім'язачатка, нуцеллус забарвлений в зелений колір

Нуцеллус (від лат. nucella, «горішок») — центрально розташована частина сім'язачатка рослин, аналогічний орган у папоротеподібних називається мегаспорангієм. У результаті запліднення нуцеллус зазвичай руйнується; залишок нуцеллуса, що зберігається в зрілому насінні, називають периспермом.
В ході утворення насіння всередині нуцеллуса утворюється мегаспороцит, в якому відбувається мегаспорогенез. Ядро мегаспороцита в процесі мейозу утворює 4 ядра і виникають 4 мегаспори, лише одна з яких перетворюється в жіночий гаметофіт, а 3 інші гинуть. Зустрічаються квіткові рослини, у яких в процесі поділу утворюються дві двоядерні або одна чотириядерна клітина.